# مدرسة بريستول أولد فيك المسرحية
مدرسة بريستول أولد فيك هي مدرسة درامية في بريستول، إنجلترا. توفر التدريب على التمثيل والإنتاج للمهن في السينما والتلفزيون والمسرح.
تتبع مدرسة بريستول أولد فيك لمعهد الرقص والدراما. يتم التحقق من صحة جوائز التعليم العالي الخاصة بها من قبل جامعة غرب إنجلترا، ويتخرج طلابها جنبًا إلى جنب مع أعضاء كلية الآداب والصناعات الإبداعية والتعليم بجامعة غرب إنجلترا في بريستول. وهي عضو في اتحاد مدارس الدراما.

## خريجون متميزون
- براين بليسد
- فاييه مارساي
- أنطونيا توماس
- ناعومي هاريس
- جيرمي أيرونز
- ستيفن ديلان
- أوليفيا كولمان
- مارك سترونج